# Will (chanson de Mika Nakashima)
Pour les articles homonymes, voir Will.
 (décembre 2011).
Si vous disposez d'ouvrages ou d'articles de référence ou si vous connaissez des sites web de qualité traitant du thème abordé ici, merci de compléter l'article en donnant les références utiles à sa vérifiabilité et en les liant à la section « Notes et références ».
Singles de Mika Nakashima
Helpless Rain
(2002) Aishiteru
(2003)
Will est le 5e single de Mika Nakashima sorti sous le label Sony Music Associated Records le 7 août 2002 au Japon. Il atteint la 3e place du classement de l'Oricon pour un total de 144 771 exemplaires vendus.
Will est une ballade, elle a été utilisée comme thème musical pour le drama Tentai Kansoku en 2002. Elle se trouve sur la compilation Best et sur l'album TRUE où se trouve également la 2echanson Just Trust in Our Love.

## Liste des titres
| 1. | Will                                  | Yasushi Akimoto | Daisuke Kawaguchi | 5:23 |
| 2. | Just Trust in Our Love                | H               | shinya            | 4:03 |
| 3. | Will (Instrumental)                   | Yasushi Akimoto | Daisuke Kawaguchi | 5:21 |
| 4. | Just Trust in Our Love (Instrumental) | H               | shinya            | 4:01 |

Disque vinyle
Toutes les paroles sont écrites par Yasushi Akimoto, toute la musique est composée par Daisuke Kawaguchi.
| 1. | Will                | 5:23 |
| 2. | Will (Instrumental) | 5:21 |

Toutes les paroles sont écrites par H, toute la musique est composée par shinya.
| 1. | Just Trust in Our Love                | 4:03 |
| 2. | Just Trust in Our Love (Instrumental) | 4:01 |